# تموترکان

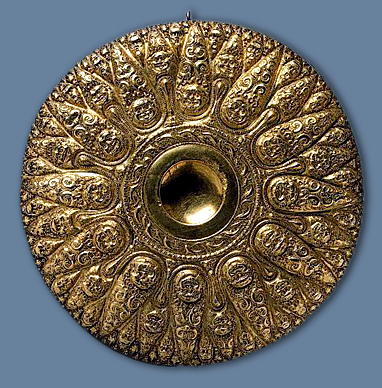
اثری به جای مانده از کلنی‌نشینان یونانی در تموترکان

تموتـَرَکان(به روسی: Тмутаракань) نام شهری باستانی‌است در شبه‌جزیره تامان در سرزمین کراسنودار در روسیه کنونی. این شهر بر تنگه کرچ کنترل داشت.
نام این شهر را دگرگون‌شدهٔ واژهٔ ترکی تامان‌ترخان انگاشته‌اند.

## تاریخچه
نخستین یافته‌ها این شهر را کلونی یونانی هرمانوسا شناسانده‌است. این شهر در نزدیکی دیگر مستعمره‌های یونانی -فاناگوریا و پانتیکابیوم جای‌داشته‌است. این شهر یکی از مهمترین مرکزهای بازرگانی پادشاهی بسفور بوده‌است. هرمانوسا در آغاز فرهنگ یونانی داشته که با گذشت زمان با فرهنگ سرمتی آمیختگی پیداکرده‌است. در روزگار تازش هون‌ها این شهر ویران شد. ولی اندکی پس از آن دوباره شهر آبادگردید.
در سدهٔ هفتم میلادی خزرها بر این سامان چیره‌شدند و برج و بارو و استحکاماتی در آن ساختند. منابع عربی در این زمان از این شهر به نام سمکرش یهود نام برده‌اند که به احتمال می‌رساند که بیشینهٔ مردمان این سامان در این زمان یهودی بوده‌اند. در آینده این شهر که استحکامات نیکویی داشت مرکز مهمی برای بازرگانی گردید. در این روزگار این شهر با امپراتوری بیزانس و قفقاز شمالی پیوند بازرگانی بسیاری داشته‌است. باشندگان این شهر در این زمان ارمنی‌ها، یونانی‌ها، روسها، یهودیان، اوستییان، لزگیها، چرکسها و گرجی‌ها بوده‌اند.
هنگامی که اسویاتوسلاو یکم در نیمه‌های سدهٔ دهم خزرستان را از میان برد، خزرها کوچ به این سامان را پی‌گرفتند. از سندهای عبری به جای‌مانده از این زمان برمی‌آید که فرمانروایی در این زمان با امیران خزر بوده‌است. در آغاز سدهٔ یازدهم روس‌های کیفی بر این شهر چیره‌شدند. تموترکان از سدهٔ دوازدهم رو به سراشیب نهاد و واپسین باری که در تاریخ از این شهر نامی برده‌شده‌است به ۱۳۷۸ میلادی بازمی‌گردد.